# Bothriospermum hispidissimum
Bothriospermum hispidissimum là loài thực vật có hoa trong họ Mồ hôi. Loài này được Hand.-Mazz. mô tả khoa học đầu tiên năm 1920.